# Ouled Madhi
Ouled Madhi (în arabă أولاد ماضى) este o comună din provincia M'Sila, Algeria.
Populația comunei este de 7.069 de locuitori (2008).